# Plesso pudendo
Il plesso pudendo è uno dei sei plessi nervosi appartenenti al sistema nervoso periferico. Insieme ai plessi lombare e sacrale, sebbene non sia sempre chiaramente e costantemente distinguibile da quest'ultimo e i nervi originati siano spesso formati da fibre di entrambi. Spesso il plesso coccigeo ne viene considerato parte.
Si trova in cavità pelvica ed è in stretto rapporto con il muscolo piriforme. La fascia pelvica ne permette l'adesione alla parete posterolaterale della piccola pelvi. I cavi pararettali lo separano dal retto. Le fibre nervose che lo formano sono parte della divisione anteriore del II e III nervo sacrale e dalla totalità di quelle anteriori originate dal IV e V nervo sacrale e dal nervo coccigeo.

## Rami
Il plesso pudendo emette vari rami:
- Il nervo perforante cutaneo (o cluneale inferiore mediale), che origina da S2 e S3 e innverva le parti mediali e inferiori della cute che ricopre il muscolo grande gluteo. Si tratta di un nervo incostante e, quando assente, è sostituito nell'innervazione dal nervo cutaneo posteriore del femore;
- Il nervo pudendo, che origina da S2-S3-S4 e fornisce come rami terminali il nervo perineale e il nervo dorsale del pene o del clitoride;
- Il nervo emorroidale inferiore, che talvolta origina direttamente dal plesso, più spesso direttamente dal nervo pudendo prima della sua divisione terminale, e che si porta al muscolo sfintere anale esterno;
- Rami viscerali, che originano da S3-S4 e talvolta anche da S2 e trasportano l'innervazione parasimpatica a retto, vescica e vagina;
- Rami muscolari, originati da S4, che si distribuiscono ai muscoli elevatore dell'ano, sfintere esterno dell'ano e muscolo ischiococcigeo;
- Il nervo anococcigeo, che origina dal plesso coccigeo, è formato dalle fibre di S5, parte di quelle di S4 e da quelle del nervo coccigeo.